# Critomolgus trispinosus
Critomolgus trispinosus is een eenoogkreeftjessoort uit de familie van de Rhynchomolgidae. De wetenschappelijke naam van de soort is voor het eerst geldig gepubliceerd in 1959 door Stock.